# Chandrashekhar Khare

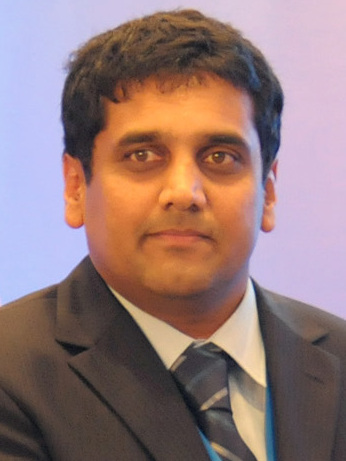
Chandrashekhar Khare (2011)

Chandrashekhar Bhalchandra Khare (* 1967 in Mumbai) ist ein indischer Mathematiker, der sich mit arithmetischer algebraischer Geometrie und Zahlentheorie beschäftigt.

## Leben
Khare studierte an der Universität Cambridge (Bachelor 1989, Master-Abschluss 1996, Studium am Trinity College für die Tripos), war ein Jahr in Oxford und promovierte 1995 bei Haruzo Hida am California Institute of Technology über Modulformen (Kongruenzen zwischen Spitzenformen, Congruences between cusp forms), wobei er ein lange offenes Problem löste. Hida war damals an der University of California, Los Angeles, zweiter Berater der Dissertation war Dinakar Ramakrishnan vom Caltech. Danach war er neun Jahre lang am Tata Institute of Fundamental Research, wo er 1996 Fellow und 2001 Associate Professor wurde. Gleichzeitig war er ab 2001 Associate Professor an der University of Utah, wohin er 2004 ganz wechselte. Ab 2007 war er Professor an der University of California, Los Angeles (UCLA).
Ab 2005 kündigte er in Preprints den Beweis der Serre-Vermutungen in der Zahlentheorie an, zunächst für einen Spezialfall („Stufe 1“). Mit dem französischen Mathematiker Jean-Pierre Wintenberger (Universität Straßburg) hatte er zuvor seine allgemeine Strategie für den Beweis der Vermutungen erstellt und weitere spezielle Fälle bewiesen.
Die von Jean-Pierre Serre 1972 aufgestellten Vermutungen, die zweidimensionale Darstellungen der absoluten Galoisgruppe von Zahlkörpern mit Modulfunktionen in Zusammenhang bringen, spielen eine wichtige Rolle in der Zahlentheorie und speziell im Langlands-Programm und haben unter anderem (wie Serre erkannte) über den von Andrew Wiles und Richard Taylor und anderen bewiesenen Modularitätssatz die Fermatvermutung zur Folge. Der Beweis der Vermutung, der auch auf den Methoden von Wiles und Taylor aufbaut, kam überraschend, da die Vermutung von den meisten Mathematikern als außerhalb der Reichweite der gegenwärtigen Methoden eingestuft wurde.
2010/11 war er am Institute for Advanced Study.
1999 wurde er Scientist of the Year der Indian Science Academy. 2007 erhielt er den Fermat-Preis und 2011 mit Wintenberger den Colepreis in Zahlentheorie. 2008 war er Guggenheim Fellow. 2010 war er mit Jean-Pierre Wintenberger Invited Speaker auf dem Internationalen Mathematikerkongress in Hyderabad (Serre´s Modularity Conjecture). 2010 erhielt er den Infosys-Preis und 2011 erhielt er einen Humboldt-Forschungspreis. 2012 wurde er Fellow der Royal Society. Er ist Fellow der American Mathematical Society (2012, also im ersten Jahr, Inaugural Class). 2021 wurde er Simons Fellow.
Khare hat seit 2007 ständiges Aufenthaltsrecht in den USA.

## Schriften
- Khare Serre´s modularity conjecture: the level 1 case, Duke Math.Journal, Bd. 134, 2006, S. 557–589
- Khare, Wintenberger: Serre’s modularity conjecture, Teil 1, 2, Inventiones Mathematicae, Band 178, 2009, S. 485–504, 505–586
- Khare, Wintenberger: On Serre's conjecture for 2-dimensional mod p representations of  {\displaystyle Gal({\bar {\mathbb {Q} }}/\mathbb {Q} )}, Annals of Mathematics, Band 169, 2009, S. 229–253,  Preprint, pdf